# Belgis
Pour les articles homonymes, voir Belge.

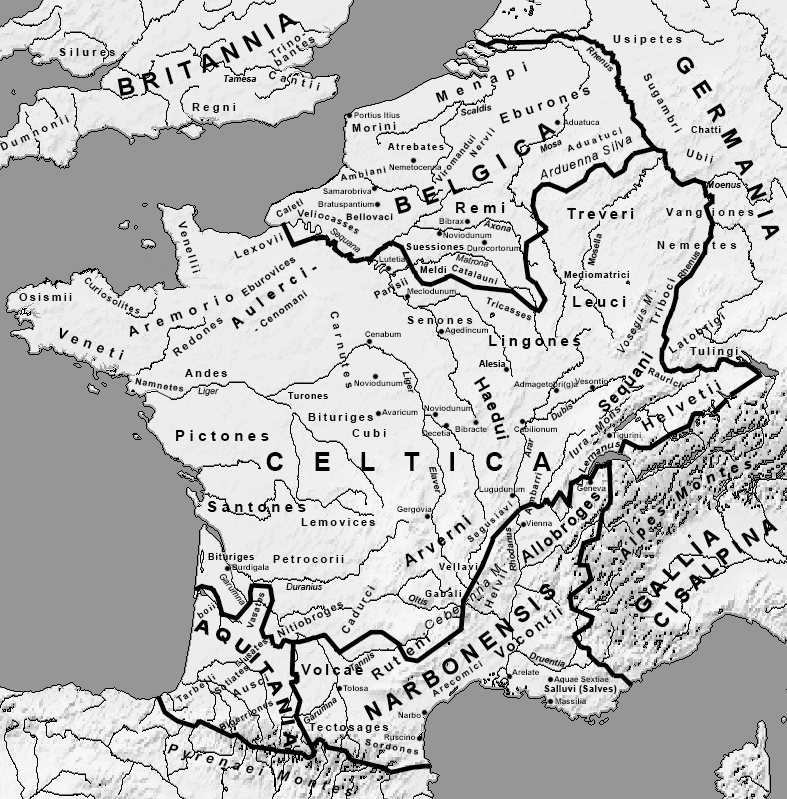
Carte des peuples gaulois.

Belges (ou Belgis ou encore Bélis, devenue Belgis puis Octovie ou Octovia ) serait le nom d'une ancienne ville belge, réputée avoir été l'ancienne et première capitale de la Gaule belgique.

## Histoire fabuleuse, pré-médiévale
La ville de Belges est plusieurs fois citée par certains chroniqueurs médiévaux comme ayant historiquement existé, par exemple par le moine cordelier de Valenciennes, Jacques de Guyse dans son histoire du Hainaut. Ces chroniqueurs recopient souvent des auteurs anciens, qui se réfèrent eux-mêmes à des chroniqueurs plus anciens (Lucius de Tongres et Nicolaus Rucléri par exemple), dont on imaginait alors que les sources remontaient à l'Antiquité, bien avant la conquête des Gaules par Jules César) d'une ville de la province de Hainaut, qui pourrait être devenue Bavay selon la plupart des chroniqueurs de l'époque ; 
De Guyse, après d'autres, attribue à cette ville une fondation (ensuite considérée comme mythique) par Bavo, prince de Phrygie et membre de la famille de Priam (cousin ou ayant partagé les mêmes ancêtres). 
Bavo aurait selon ces auteurs abouti dans le territoire de l'ancienne Gaule belgique avec une partie de son armée, après des pérégrinations en Afrique et/ou le long de l'Atlantique jusqu’en Angleterre, après la guerre de Troie. 
Cet épisode a après le Moyen Âge été rapidement considéré par de nombreux auteurs comme une pure fable, qui aurait par exemple pu être copiée par Lucius au Xiiie siècle (peut-être dans un roman latin du XIIe siècle). 
Cette « fondation » légendaire comprend quelques éléments a priori historiques tels que l'importance stratégique de Bavay à l'époque romaine, ou tels que les contacts ou colonisation par les Belges de l'île de Bretagne (ou Bretagne insulaire) et beaucoup qui semblent inventés ou très modifiés par rapport à des évènements ayant pu exister. 
Quelques historiens de la Gaule belgique, largement postérieurs à Jacques de Guyse, tels le marquis De Fortia au début du XIXe siècle, pensaient encore que ce texte pourrait contenir quelques éléments de vérité, même si non encore corroborés par l'archéologie ou d'autres sources historiques.
Remarque : Selon une histoire légendaire un peu similaire, colportée à la même époque, Lutèce ou plutôt « Paris » aurait été fondée ou refondée par des grecs venus en Gaule, Paris faisant alors allusion au nom du héros grec Pâris, ou les Francs auraient une origine troyenne.